# Helmut Ritsch

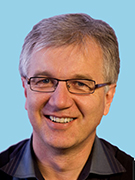
Helmut Ritsch, 2022

Helmut Ritsch (* 12. März 1962 in Innsbruck) ist ein österreichischer Physiker auf dem Gebiet der Theoretischen Physik, speziell Quantenoptik.

## Leben
Ritsch wuchs im Stubaital in der Umgebung von Innsbruck auf, maturierte 1980 am Akademischen Gymnasium in Innsbruck und studierte anschließend Physik an der Universität Innsbruck, wo er 1985 sein Diplomstudium mit einer Arbeit über Synchrotronstrahlung abschloss. Es folgte ein Doktoratsstudium bei Peter Zoller, das er im Jahr 1989 mit der Dissertation Atomic Dynamics in Classical Stochastic and Quantum Light Fields abschloss. Anschließend war er als Postdoc in Innsbruck, Konstanz, Mailand, Boulder und München tätig. 1993 wurde er an der Universität Innsbruck habilitiert (venia docendi im Fach Theoretische Physik). 1996/97 forschte Ritsch im Rahmen eines Marie Curie-Projekts an der Universität Mailand. Ab 1998 war er ao. Professor an der Universität Innsbruck; seit 2011 ist Helmut Ritsch Professor am Institut für Theoretische Physik in Innsbruck. Er leitete das Institut von 2009 bis 2013 und von 2017 bis 2021.
Helmut Ritsch ist mit der Physikerin Monika Ritsch-Marte verheiratet, sie haben zwei Töchter.

## Auszeichnungen
- 1993 Ludwig-Boltzmann-Preis der Österreichischen Physikalischen Gesellschaft (zusammen mit M. Ritsch-Marte)
- 2019 Erwin Schrödinger-Preis der Österreichischen Akademie der Wissenschaften